# بيفرلي باين
بيفرلي باين (بالإنجليزية: Beverly Bayne)‏ (11 نوفمبر 1894 - 18 أغسطس 1982) ممثلة أمريكية ظهرت لأول مره في الأفلام الصامتة في عام 1910 في شيكاغو، إلينوي، حيث عملت لمدة مع استوديوهات إيساناي.

## روابط خارجية
- بيفرلي باين على موقع IMDb (الإنجليزية)
- بيفرلي باين على موقع الموسوعة البريطانية (الإنجليزية)
- بيفرلي باين على موقع أول موفي (الإنجليزية)
- بيفرلي باين على موقع قاعدة بيانات برودواي على الإنترنت (الإنجليزية)
- بيفرلي باين على موقع قاعدة بيانات الأفلام السويدية (السويدية)
- بيفرلي باين على موقع قاعدة بيانات الفيلم (الإنجليزية)
- Beverly Bayne at Virtual History
- 1922 Louella Parsons interview